# Halowe Mistrzostwa Europy w Lekkoatletyce 1984 – bieg na 400 m mężczyzn
Bieg na 400 metrów mężczyzn – jedna z konkurencji biegowych rozgrywanych podczas halowych lekkoatletycznych mistrzostw Europy w  hali Scandinavium w Göteborgu. Eliminacje zostały rozegrane 3 marca, a bieg finałowy 4 marca 1984. Zwyciężył reprezentant Związku Radzieckiego Siergiej Łowaczow. Tytułu zdobytego na poprzednich mistrzostwach nie bronił Jewgienij Łomtiew z ZSRR.

## Rezultaty

### Eliminacje
Rozegrano 2 biegi eliminacyjne, do których przystąpiło 7 biegaczy. Awans do finału dawało zajęcie jednego z dwóch pierwszych miejsc w swoim biegu (Q).
Opracowano na podstawie materiału źródłowego.
Bieg 1
| Miejsce | Zawodnik            | Czas  | Uwagi |
| ------- | ------------------- | ----- | ----- |
| 1       | Siergiej Łowaczow   | 47,33 | Q     |
| 2       | Didier Dubois       | 47,50 | Q     |
| –       | Atanasios Kalojanis | DQ    |       |

Bieg 2
| Miejsce | Zawodnik            | Czas  | Uwagi |
| ------- | ------------------- | ----- | ----- |
| 1       | Roberto Tozzi       | 47,55 | Q     |
| 2       | Thomas Futterknecht | 47,69 | Q     |
| 3       | Ulf Sedlacek        | 47,70 |       |
| 4       | Bo Breigan          | 48,73 |       |

### Finał
Opracowano na podstawie materiału źródłowego.
| Miejsce | Zawodnik            | Czas  |
| ------- | ------------------- | ----- |
| 1       | Siergiej Łowaczow   | 46,72 |
| 2       | Roberto Tozzi       | 47,01 |
| 3       | Didier Dubois       | 47,29 |
| 4       | Thomas Futterknecht | 47,29 |